# Financování politických stran v Česku
Financování politických stran a hnutí je jedním z nejdůležitějších aspektů nutných pro fungování každého politického subjektu. V Česku jsou ve financování využívány v zásadě dva zdroje – interní a externí. Hospodaření českých politických stran a politických hnutí je regulováno zákonem č. 424/1991 Sb. o sdružování v politických stranách a v politických hnutích. Na hospodaření politických stran a hnutí dohlíží od roku 2017 Úřad pro dohled nad hospodařením politických stran a politických hnutí, na jeho internetových stránkách strany a hnutí povinně zveřejňují i své výroční zprávy o svém financování.

## Interní zdroje
Ty jsou reprezentovány vlastními zdroji dané politické strany. Jsou jimi především:
- členské příspěvky – získávány od jednotlivých členů strany, přičemž členství je přísně vázáno právě na úhradě těchto příspěvků a v případě jejich neplacení členství zaniká. V dnešní době, kdy již politické strany nemají tak masovou členskou základnu jako bylo obvyklé před rokem 1989 (pro srovnání lze uvést Českou stranu sociálně demokratickou, která za první republiky měla zhruba 190 tisíc členů, zatímco v současnosti její členská základna obsahuje něco okolo 20 tisíc lidí; také KSČM měla v roce 2018 „jen“ okolo 30 tisíc členů, zatímco v minulosti se počet členů KSČ pohyboval v milionech), již tento zdroj financování politických stran nemá takový význam právě kvůli úbytku členské základny. Výše členských příspěvků není konstantní či pevně daná vyšší instancí, ale je stanovována každou stranou a může se tak v každé straně lišit. Pokud překročí 50 tisíc Kč za kalendářní rok, strana je povinna člena a výši příspěvku identifikovat ve výroční zprávě.
- příspěvky od zastupitelů – poslanci a jiní za stranu zvolení mohou přispívat straně, jejíž jsou členy, odevzdáním části svého zastupitelského platu či odměn. Není to ale jejich povinnost, spíše se jedná o úzus. Poslanci také často do stran odvádí část svých náhrad např. na pronájem kanceláře či za expertní služby.
- příjmy z pronájmu a prodeje movitého a nemovitého majetku, úroky z vkladů
- příjmy z pořádání tombol, kulturních, společenských, sportovních, rekreačních, vzdělávacích a politických akcí

## Externí zdroje
Externí zdroje přinášejí do strany jednoznačně největší množství financí a jsou nejdůležitější pro její samotné fungování. Můžeme je rozdělit na:
- příjmy z podnikání – strany nesmějí vlastním jménem podnikat, ale mohou založit obchodní společnost nebo družstvo nebo se účastnit jako společník nebo člen na již založené obchodní společnosti nebo družstvu; taková obchodní společnost či družstvo má zákonem omezené předměty činnosti (např. provozování vydavatelství, nakladatelství a tiskáren).
- dary a sponzoring – jsou založeny na principu dobrovolnosti. Dary je možno přijímat od fyzických osob, které mají české státní občanství nebo trvalé bydliště v Česku. Dary není možno přijímat od všech právnických osob, zapovězeny jsou například příspěvkové organizace nebo osoby s majetkovou účastí státu či samospráv. Často je tento způsob financování spojován s pojmy jako korupce či klientelismus. Těmto fenoménům a jejich negativním dopadům se snaží zabránit povinnost politických stran zveřejnit ve své výroční zprávě všechny dary, aby tak došlo ke zprůhlednění hospodaření.
- státní příspěvky
- půjčky a úvěry

### Státní příspěvky
Státní příspěvky jsou vypláceny ze státního rozpočtu buďto jednorázově nebo pravidelně každý rok a jejich výše závisí na úspěšnosti ve volbách.

#### Příspěvek na úhradu volebních nákladů
Příspěvek na úhradu volebních nákladů je jednorázově vyplácen po volbách a odvíjí se od absolutního počtu získaných hlasů. Politická strana nebo hnutí, jež ve volbách do Poslanecké sněmovny získá alespoň 1,5 % hlasů, dostane 100 Kč za každý hlas. Politické strany, politická hnutí nebo koalice, které ve volbách do Evropského parlamentu získají alespoň 1 % hlasů, dostanou 30 Kč za každý hlas. Strany nedosahující nutného podílu hlasů nemají na státní příspěvek nárok.
Ve volbách do Senátu PČR, krajských zastupitelstev, zastupitelstev obcí a při volbě prezidenta se příspěvek nevyplácí.

#### Příspěvek na činnost
Příspěvek na činnost je každoroční a rozděluje se dále na:
- stálý příspěvek – činí ročně 6 mil. Kč pro stranu a hnutí, které získaly v posledních volbách do Poslanecké sněmovny 3 % hlasů. Za každých dalších i započatých 0,1 % hlasů obdrží strana a hnutí ročně 200 tis. Kč. Obdrží-li strana a hnutí více než 5 % hlasů, příspěvek se nezvyšuje a strana či hnutí obdrží 10 mil. Kč.
- příspěvek na mandát – poslance nebo senátora činí ročně 900 tis. Kč a na mandát člena zastupitelstva kraje a člena zastupitelstva hlavního města Prahy činí ročně 250 tis. Kč.
- příspěvek na podporu činnosti politického institutu - na příspěvek na podporu činnosti politického institutu vzniká nárok straně a hnutí, jejíž alespoň jeden poslanec byl zvolen za danou stranu a hnutí alespoň ve dvou z posledních tří po sobě jdoucích volebních období Poslanecké sněmovny včetně probíhajícího volebního období a která je zakladatelem nebo členem politického institutu. Příspěvek na podporu činnosti politického institutu činí ročně částku rovnající se 10 % z celkové výše příspěvku na činnost, který náleží straně nebo hnutí.

Pro zjištění nároku na stálý příspěvek a příspěvek na podporu činnosti politického institutu a stanovení jejich výše u strany a hnutí, které jsou členy koalice, je rozhodující dohoda o podílu členů koalice na volebním výsledku. Není-li taková dohoda uzavřena, nebo není-li ve stanovené lhůtě doručena Ministerstvu financí, dělí se volební výsledek rovným dílem.

## Státní příspěvky vyplacené politickým stranám

### Úhrada nákladů za volby do Poslanecké sněmovny Parlamentu České republiky 1998
Příspěvek na úhradu volebních nákladů pro politické strany nebo hnutí, které ve volbách do Poslanecké sněmovny v roce 1998 získaly alespoň 3 % hlasů a každoroční příspěvek na činnost pro strany a hnutí, které získaly ve volbách do Poslanecké sněmovny alespoň 3 % hlasů (stálý příspěvek max. 5 000 000 Kč + příspěvek na mandát poslance à 500 000 Kč).
| Politická strana, hnutí nebo koalice | Politická strana, hnutí nebo koalice | Počet hlasů | Počet hlasů | Mandáty | Příspěvek [Kč] | Příspěvek [Kč] | Příspěvek [Kč] |
| Politická strana, hnutí nebo koalice | Politická strana, hnutí nebo koalice | Hlasů       | %           | Mandáty | Jednorázově    | Ročně          |                |
| ------------------------------------ | ------------------------------------ | ----------- | ----------- | ------- | -------------- | -------------- | -------------- |
|                                      | ČSSD                                 | 1 928 660   | 32,31       | 74      | 173 579 400    | 42 000 000     |                |
|                                      | ODS                                  | 1 656 011   | 27,74       | 63      | 149 040 990    | 36 500 000     |                |
|                                      | KSČM                                 | 658 550     | 11,03       | 24      | 59 269 500     | 17 000 000     |                |
|                                      | KDU-ČSL                              | 537 013     | 9,00        | 20      | 48 331 170     | 15 000 000     |                |
|                                      | Unie svobody                         | 513 596     | 8,6         | 19      | 46 223 640     | 14 500 000     |                |
|                                      | SPR-RSČ                              | 232 965     | 3,90        | 0       | 20 966 850     | 0              |                |
|                                      | Důchodci za životní jistoty          | 182 900     | 3,06        | 0       | 16 461 000     | 3 100 000      |                |
| Celkem                               | Celkem                               | 5 709 695   | 95,64       | 200     | 496 372 260    | 128 100 000    |                |

### Úhrada nákladů za volby do Poslanecké sněmovny Parlamentu České republiky 2002
Příspěvek na úhradu volebních nákladů pro politické strany nebo hnutí, které ve volbách do Poslanecké sněmovny v roce 2002 získaly alespoň 1,5 % hlasů a každoroční příspěvek na činnost pro strany a hnutí, které získaly ve volbách do Poslanecké sněmovny alespoň 3 % hlasů (stálý příspěvek + příspěvek na mandát poslance).
| Politická strana, hnutí nebo koalice | Politická strana, hnutí nebo koalice | Počet hlasů | Počet hlasů | Mandáty | Příspěvek [Kč] | Příspěvek [Kč] | Příspěvek [Kč] |
| Politická strana, hnutí nebo koalice | Politická strana, hnutí nebo koalice | Hlasů       | %           | Mandáty | Jednorázově    | Ročně          |                |
| ------------------------------------ | ------------------------------------ | ----------- | ----------- | ------- | -------------- | -------------- | -------------- |
|                                      | ČSSD                                 | 1 440 279   | 30,20       | 70      | 144 027 900    | 73 000 000     |                |
|                                      | ODS                                  | 1 166 975   | 24,47       | 58      | 116 697 500    | 62 200 000     |                |
|                                      | KSČM                                 | 882 653     | 18,51       | 41      | 88 265 300     | 46 900 000     |                |
|                                      | Koalice (KDU-ČSL+US-DEU)             | 680 671     | 14,21       | 31      | 68 067 100     | 37 900 000     |                |
|                                      | SNK                                  | 132 699     | 2,78        | 0       | 13 269 900     | 0              |                |
|                                      | Strana zelených                      | 112 929     | 2,36        | 0       | 11 292 900     | 0              |                |
| Celkem                               | Celkem                               | 4 416 206   | 92,53       | 200     | 441 620 600    | 220 000 000    |                |

### Úhrada nákladů za volby do Poslanecké sněmovny Parlamentu České republiky 2006
Příspěvek na úhradu volebních nákladů pro politické strany nebo hnutí, které ve volbách do Poslanecké sněmovny v roce 2006 získaly alespoň 1,5 % hlasů a každoroční příspěvek na činnost pro strany a hnutí, které získaly ve volbách do Poslanecké sněmovny alespoň 3 % hlasů (stálý příspěvek + příspěvek na mandát poslance).
| Politická strana, hnutí nebo koalice | Politická strana, hnutí nebo koalice | Počet hlasů | Počet hlasů | Mandáty | Příspěvek [Kč] | Příspěvek [Kč] | Příspěvek [Kč] |
| Politická strana, hnutí nebo koalice | Politická strana, hnutí nebo koalice | Hlasů       | %           | Mandáty | Jednorázově    | Ročně          |                |
| ------------------------------------ | ------------------------------------ | ----------- | ----------- | ------- | -------------- | -------------- | -------------- |
|                                      | ODS                                  | 1 892 475   | 35,38       | 81      | 189 247 500    | 82 900 000     |                |
|                                      | ČSSD                                 | 1 728 827   | 32,32       | 74      | 172 882 700    | 76 600 000     |                |
|                                      | KSČM                                 | 685 328     | 12,81       | 26      | 68 532 800     | 33 400 000     |                |
|                                      | KDU-ČSL                              | 386 706     | 7,22        | 13      | 38 670 600     | 21 700 000     |                |
|                                      | Strana zelených                      | 336 487     | 6,29        | 6       | 33 648 700     | 15 400 000     |                |
|                                      | SNK ED                               | 111 724     | 2,08        | 0       | 11 172 400     | 0              |                |
| Celkem                               | Celkem                               | 5 141 547   | 95,98       | 200     | 514 154 700    | 230 000 000    |                |

### Úhrada nákladů za volby do Evropského parlamentu 2009
Příspěvek na úhradu volebních nákladů pro jednotlivé politické strany, politická hnutí nebo koalice, které ve volbách do Evropského parlamentu v roce 2009 získaly alespoň 1 % z celkového počtu platných hlasů.
| Politická strana, hnutí nebo koalice | Politická strana, hnutí nebo koalice        | Počet platných hlasů | Počet platných hlasů | Mandáty | Příspěvek [Kč] |
| Politická strana, hnutí nebo koalice | Politická strana, hnutí nebo koalice        | Hlasů                | %                    | Mandáty | Příspěvek [Kč] |
| ------------------------------------ | ------------------------------------------- | -------------------- | -------------------- | ------- | -------------- |
|                                      | ODS                                         | 741 946              | 31,45                | 9       | 22 258 380     |
|                                      | ČSSD                                        | 528 132              | 22,38                | 7       | 15 843 960     |
|                                      | KSČM                                        | 334 577              | 14,18                | 4       | 10 037 310     |
|                                      | KDU-ČSL                                     | 180 451              | 7,64                 | 2       | 5 413 530      |
|                                      | Suverenita                                  | 100 514              | 4,26                 | 0       | 3 015 420      |
|                                      | Evropská demokratická strana                | 68 152               | 2,88                 | 0       | 2 044 560      |
|                                      | Věci veřejné                                | 56 636               | 2,40                 | 0       | 1 699 080      |
|                                      | "STAROSTOVÉ A NEZÁVISLÍ - VAŠE ALTERNATIVA" | 53 984               | 2,28                 | 0       | 1 619 520      |
|                                      | Strana zelených                             | 48 621               | 2,06                 | 0       | 1 458 630      |
|                                      | SNK Evropští demokraté                      | 39 166               | 1,66                 | 0       | 1 174 980      |
|                                      | Svobodní                                    | 29 846               | 1,26                 | 0       | 895 380        |
|                                      | Dělnická strana                             | 25 368               | 1,07                 | 0       | 761 040        |
|                                      | Volte Pravý Blok www.cibulka.net            | 23 612               | 1,00                 | 0       | 708 360        |
| Celkem                               | Celkem                                      | 2 231 005            | 94,52                | 22      | 66 930 150     |

### Příspěvky na činnost v roce 2009
Stálé příspěvky a příspěvky za poslanecké mandáty politickým stranám v roce 2009 se odvíjí od výsledků sněmovních voleb 2006.
| Politická strana | Politická strana                                   | Stálý příspěvek (v Kč) | příspěvek na mandát (v Kč) | příspěvek na mandát (v Kč) | příspěvek na mandát (v Kč) | příspěvek na mandát (v Kč) | Příspěvky vyplacené v roce 2009 (v Kč) |
| Politická strana | Politická strana                                   | Stálý příspěvek (v Kč) | Poslanci                   | Senátoři                   | Zastupitelé kraje          | Zastupitelé Prahy          | Příspěvky vyplacené v roce 2009 (v Kč) |
| ---------------- | -------------------------------------------------- | ---------------------- | -------------------------- | -------------------------- | -------------------------- | -------------------------- | -------------------------------------- |
|                  | ALTERNATIVA                                        | 0                      | 0                          | 0                          | 1 250 000                  | 0                          | 1 250 000                              |
|                  | ČSSD                                               | 10 000                 | 66 600 000                 | 26 100 000                 | 70 000                     | 3 000                      | 175 700 000                            |
|                  | Doktoři (za uzdravení společnosti)                 | 0                      | 0                          | 0                          | 1 000                      | 0                          | 1 000                                  |
|                  | Hnutí nezávislých za harmonický rozvoj obcí a měst | 0                      | 0                          | 0                          | 250 000                    | 0                          | 250 000                                |
|                  | KDU-ČSL                                            | 10 000                 | 11 700 000                 | 6 300 000                  | 14 000                     | 0                          | 42 000                                 |
|                  | KSČM                                               | 10 000                 | 23 400 000                 | 2 700 000                  | 28 500 000                 | 1 500 000                  | 66 100 000                             |
|                  | Nestraníci                                         | 0                      | 0                          | 0                          | 500 000                    | 0                          | 500 000                                |
|                  | NEZÁVISLÍ                                          | 0                      | 0                          | 900 000                    | 0                          | 0                          | 900 000                                |
|                  | ODS                                                | 10 000                 | 72 900 000                 | 31 500 000                 | 45 000                     | 10 500 000                 | 169 900 000                            |
|                  | SNK Evropští demokraté                             | 0                      | 0                          | 900 000                    | 1 500 000                  | 1 000                      | 3 400 000                              |
|                  | SD SN                                              | 0                      | 0                          | 900 000                    | 0                          | 0                          | 900 000                                |
|                  | „STAROSTOVÉ A NEZÁVISLÍ“                           | 0                      | 0                          | 900 000                    | 1 750 000                  | 0                          | 2 650 000                              |
|                  | Starostové pro Liberecký kraj                      | 0                      | 0                          | 0                          | 1 750 000                  | 0                          | 1 750 000                              |
|                  | SOS                                                | 0                      | 0                          | 900 000                    | 750 000                    | 0                          | 1 650 000                              |
|                  | Strana zelených                                    | 10 000                 | 5 400 000                  | 31 500 000                 | 900 000                    | 1 500 000                  | 17 800 000                             |
|                  | US-DEU                                             | 0                      | 0                          | 900 000                    | 0                          | 0                          | 900 000                                |
|                  | Zlínské hnutí nezávislých                          | 0                      | 0                          | 500 000                    | 0                          | 0                          | 500 000                                |
| Celkem           | Celkem                                             | 50 000                 | 180 000                    | 72 900 000                 | 166 750 000                | 17 500 000                 | 487 150 000                            |

1. ↑  Politickému hnutí Nestraníci byl vyplacen příspěvek ve výši 125 000 Kč na činnost za 2. pololetí 2008 až v roce 2009 na základě zjištění Poslanecké sněmovny, že doplněné výroční finanční zprávy za roky 2006 a 2007 předložené politickým hnutím Nestraníci jsou úplné. Tím byla splněna podmínka pro výplatu příspěvku na činnost podle § 20a odst. 3 písm. a) zákona[13]

### Úhrada nákladů za volby do Poslanecké sněmovny Parlamentu České republiky 2010
Příspěvek na úhradu volebních nákladů pro politické strany nebo hnutí, které ve volbách do Poslanecké sněmovny v roce 2010 získaly alespoň 1,5 % hlasů a každoroční příspěvek na činnost pro strany a hnutí, které získaly ve volbách do Poslanecké sněmovny alespoň 3 % hlasů (stálý příspěvek + příspěvek na mandát poslance).
| Politická strana, hnutí nebo koalice | Politická strana, hnutí nebo koalice                      | Počet hlasů | Počet hlasů | Mandáty | Příspěvek [Kč] | Příspěvek [Kč] | Příspěvek [Kč] |
| Politická strana, hnutí nebo koalice | Politická strana, hnutí nebo koalice                      | Hlasů       | %           | Mandáty | Jednorázově    | Ročně          |                |
| ------------------------------------ | --------------------------------------------------------- | ----------- | ----------- | ------- | -------------- | -------------- | -------------- |
|                                      | ČSSD                                                      | 1 155 267   | 22,08       | 56      | 115 526 700    | 57 880 000     |                |
|                                      | ODS                                                       | 1 057 792   | 20,22       | 53      | 105 779 200    | 55 315 000     |                |
|                                      | TOP 09                                                    | 873 833     | 16,70       | 41      | 87 383 300     | 45 055 000     |                |
|                                      | KSČM                                                      | 589 765     | 11,27       | 26      | 58 976 500     | 32 230 000     |                |
|                                      | Věci veřejné                                              | 569 127     | 10,88       | 24      | 56 912 700     | 30 520 000     |                |
|                                      | KDU-ČSL                                                   | 229 717     | 4,39        | 0       | 22 971 700     | 8 800 000      |                |
|                                      | SPOZ                                                      | 226 527     | 4,33        | 0       | 22 652 700     | 8 800 000      |                |
|                                      | Suverenita - blok Jany Bobošíkové, strana zdravého rozumu | 192 145     | 3,67        | 0       | 19 214 500     | 7 400 000      |                |
|                                      | Strana zelených                                           | 127 831     | 2,44        | 0       | 12 783 100     | 0              |                |
| Celkem                               | Celkem                                                    | 5 022 004   | 95,98       | 200     | 502 200 400    | 246 000 000    |                |

### Úhrada nákladů za volby do Poslanecké sněmovny Parlamentu České republiky 2013
Příspěvek na úhradu volebních nákladů pro politické strany nebo hnutí, které ve volbách do Poslanecké sněmovny v roce 2013 získaly alespoň 1,5 % hlasů a každoroční příspěvek na činnost pro strany a hnutí, které získaly ve volbách do Poslanecké sněmovny alespoň 3 % hlasů (stálý příspěvek + příspěvek na mandát poslance).
| Politická strana, hnutí nebo koalice | Politická strana, hnutí nebo koalice | Počet hlasů | Počet hlasů | Mandáty | Příspěvek [Kč] | Příspěvek [Kč] | Příspěvek [Kč] |
| Politická strana, hnutí nebo koalice | Politická strana, hnutí nebo koalice | Hlasů       | %           | Mandáty | Jednorázově    | Ročně          | Celkem         |
| ------------------------------------ | ------------------------------------ | ----------- | ----------- | ------- | -------------- | -------------- | -------------- |
|                                      | ČSSD                                 | 1 016 828   | 20,45       | 50      | 101 682 800    | 52 750 000     | 312 682 800    |
|                                      | ANO                                  | 927 240     | 18,65       | 47      | 92 724 000     | 50 185 000     | 293 464 000    |
|                                      | KSČM                                 | 741 044     | 14,91       | 33      | 74 104 400     | 38 215 000     | 226 964 400    |
|                                      | TOP 09                               | 596 357     | 11,99       | 26      | 59 635 700     | 32 230 000     | 188 555 700    |
|                                      | ODS                                  | 384 174     | 7,72        | 16      | 38 417 400     | 23 680 000     | 133 137 400    |
|                                      | Úsvit přímé demokracie Tomia Okamury | 342 339     | 6,88        | 14      | 34 233 900     | 21 970 000     | 122 113 900    |
|                                      | KDU-ČSL                              | 336 970     | 6,78        | 14      | 33 697 000     | 21 970 000     | 121 577 000    |
|                                      | Strana zelených                      | 159 025     | 3,19        | 0       | 15 902 500     | 6 400 000      | 41 502 500     |
|                                      | Piráti                               | 132 417     | 2,66        | 0       | 13 241 700     | 0              | 13 241 700     |
|                                      | Svobodní                             | 122 564     | 2,46        | 0       | 12 256 400     | 0              | 12 256 400     |
|                                      | SPOZ                                 | 75 113      | 1,51        | 0       | 7 511 300      | 0              | 7 511 300      |
| Celkem                               | Celkem                               | 4 834 071   | 97,20       | 200     | 483 407 100    | 247 400 000    | 1 473 007 100  |

### Úhrada nákladů za volby do Evropského parlamentu 2014
Příspěvek na úhradu volebních nákladů pro jednotlivé politické strany, politická hnutí nebo koalice, které ve volbách do Evropského parlamentu v roce 2014 získaly alespoň 1 % z celkového počtu platných hlasů.
| Politická strana, hnutí nebo koalice | Politická strana, hnutí nebo koalice                                | Počet platných hlasů | Počet platných hlasů | Mandáty | Příspěvek [Kč] |
| Politická strana, hnutí nebo koalice | Politická strana, hnutí nebo koalice                                | Hlasů                | %                    | Mandáty | Příspěvek [Kč] |
| ------------------------------------ | ------------------------------------------------------------------- | -------------------- | -------------------- | ------- | -------------- |
|                                      | ANO                                                                 | 244 501              | 16,13                | 4       | 7 335 030      |
|                                      | Koalice TOP 09 a STAN                                               | 241 747              | 15,95                | 4       | 7 252 410      |
|                                      | ČSSD                                                                | 214 800              | 14,17                | 4       | 6 444 000      |
|                                      | KSČM                                                                | 166 478              | 10,98                | 3       | 4 994 340      |
|                                      | KDU-ČSL                                                             | 150 792              | 9,95                 | 3       | 4 523 760      |
|                                      | ODS                                                                 | 116 389              | 7,67                 | 2       | 3 491 670      |
|                                      | Svobodní                                                            | 79 540               | 5,24                 | 1       | 2 386 200      |
|                                      | Piráti                                                              | 72 514               | 4,78                 | 0       | 2 175 420      |
|                                      | Strana zelených                                                     | 57 240               | 3,77                 | 0       | 1 717 200      |
|                                      | Úsvit přímé demokracie                                              | 47 306               | 3,12                 | 0       | 1 419 180      |
|                                      | Strana zdravého rozumu – NECHCEME EURO – za Evropu svobodných států | 24 724               | 1,63                 | 0       | 741 720        |
| Celkem                               | Celkem                                                              | 1 416 031            | 93,39                | 21      | 42 480 930     |

### Úhrada nákladů za volby do Poslanecké sněmovny Parlamentu České republiky 2017
Příspěvek na úhradu volebních nákladů pro politické strany nebo hnutí, které ve volbách do Poslanecké sněmovny v roce 2017 získaly alespoň 1,5 % hlasů a každoroční příspěvek na činnost pro strany a hnutí, které získaly ve volbách do Poslanecké sněmovny alespoň 3 % hlasů (stálý příspěvek + příspěvek na mandát poslance).
| Politická strana nebo hnutí | Politická strana nebo hnutí | Počet hlasů | Počet hlasů | Mandáty PS PČR | Příspěvek [Kč] | Příspěvek [Kč] |
| Politická strana nebo hnutí | Politická strana nebo hnutí | Hlasů       | %           | Mandáty PS PČR | Jednorázově    | Ročně          |
| --------------------------- | --------------------------- | ----------- | ----------- | -------------- | -------------- | -------------- |
|                             | ANO                         | 1 500 113   | 29,64       | 78             | 150 011 300    | 80 200 000     |
|                             | ODS                         | 927 240     | 11,32       | 25             | 57 294 800     | 32 500 000     |
|                             | Piráti                      | 546 393     | 10,79       | 22             | 54 639 300     | 29 800 000     |
|                             | SPD                         | 538 574     | 10,64       | 22             | 53 857 400     | 29 800 000     |
|                             | KSČM                        | 393 100     | 7,76        | 15             | 39 310 000     | 23 500 000     |
|                             | ČSSD                        | 368 347     | 7,27        | 15             | 36 834 700     | 23 500 000     |
|                             | KDU-ČSL                     | 293 643     | 5,80        | 10             | 29 364 300     | 19 000 000     |
|                             | TOP 09                      | 268 811     | 5,31        | 7              | 26 881 100     | 16 300 000     |
|                             | STAN                        | 262 157     | 5,18        | 6              | 26 215 700     | 15 400 000     |
|                             | Svobodní                    | 79 229      | 1,56        | 0              | 7 922 900      | 0              |
| Celkem                      | Celkem                      | 4 823 315   | 95,27       | 200            | 482 331 500    | 252 000 000    |

### Úhrada nákladů za volby do Evropského parlamentu 2019
Příspěvek na úhradu volebních nákladů pro jednotlivé politické strany, politická hnutí nebo koalice, které ve volbách do Evropského parlamentu v roce 2019 získaly alespoň 1 % z celkového počtu platných hlasů.
| Politická strana, hnutí nebo koalice | Politická strana, hnutí nebo koalice | Počet platných hlasů | Počet platných hlasů | Mandáty | Příspěvek [Kč] |
| Politická strana, hnutí nebo koalice | Politická strana, hnutí nebo koalice | Hlasů                | %                    | Mandáty | Příspěvek [Kč] |
| ------------------------------------ | ------------------------------------ | -------------------- | -------------------- | ------- | -------------- |
|                                      | ANO                                  | 502 343              | 21,18                | 6       | 15 070 290     |
|                                      | ODS                                  | 344 885              | 14,54                | 4       | 10 346 550     |
|                                      | Piráti                               | 330 844              | 13,95                | 3       | 9 925 320      |
|                                      | Koalice TOP 09 a STAN                | 276 220              | 11,65                | 3       | 8 286 600      |
|                                      | SPD                                  | 216 718              | 9,14                 | 2       | 6 501 540      |
|                                      | KDU-ČSL                              | 171 723              | 7,24                 | 2       | 5 151 690      |
|                                      | KSČM                                 | 164 624              | 6,94                 | 1       | 4 938 720      |
|                                      | ČSSD                                 | 93 664               | 3,95                 | 0       | 2 809 920      |
|                                      | HLAS                                 | 56 449               | 2,38                 | 0       | 1 693 470      |
|                                      | ANO, vytrollíme europarlament        | 37 046               | 1,56                 | 0       | 1 111 380      |
| Celkem                               | Celkem                               | 2 194 516            | 92,57                | 21      | 65 835 480     |

### Příspěvky na činnost ve volebním období 2017–2021
Příspěvek na činnost ve volebním období 2017 až 2021 pro politické strany nebo hnutí, které ve volbách do Poslanecké sněmovny získaly alespoň 1,5 % hlasů.
| Politická strana nebo hnutí | Politická strana nebo hnutí | Mandáty PS PČR | 2017          | 2017                  | 2017                  | 2018          | 2018                  | 2018                  | 2019          | 2019                  | 2019                  | 2020          | 2020                  | 2020                  |
| Politická strana nebo hnutí | Politická strana nebo hnutí | Mandáty PS PČR | Mandáty Senát | Mandáty kraje + Praha | Příspěvek celkem [Kč] | Mandáty Senát | Mandáty kraje + Praha | Příspěvek celkem [Kč] | Mandáty Senát | Mandáty kraje + Praha | Příspěvek celkem [Kč] | Mandáty Senát | Mandáty kraje + Praha | Příspěvek celkem [Kč] |
| --------------------------- | --------------------------- | -------------- | ------------- | --------------------- | --------------------- | ------------- | --------------------- | --------------------- | ------------- | --------------------- | --------------------- | ------------- | --------------------- | --------------------- |
|                             | ANO                         | 78             | 6             | 193                   | 113 675 000           | 7             | 188                   | 147 253 334           | 6             | 188                   | 145 942 500           | 5             | 190                   | 145 832 500           |
|                             | ODS                         | 25             | 9             | 84                    | 55 525 000            | 15            | 90                    | 69 657 500            | 15            | 90                    | 75 350 000            | 18            | 113                   | 77 343 750            |
|                             | Piráti                      | 22             | 1             | 9                     | 10 600 000            | 1             | 18                    | 33 512 500            | 1             | 18                    | 35 200 000            | 2             | 112                   | 41 300 000            |
|                             | SPD                         | 22             | 0             | 18                    | 11 950 000            | 0             | 18                    | 34 300 000            | 0             | 19                    | 34 617 361            | 0             | 35                    | 35 550 000            |
|                             | KSČM                        | 15             | 1             | 90                    | 60 400 000            | 0             | 86                    | 46 583 333            | 0             | 86                    | 48 803 571            | 0             | 13                    | 46 154 167            |
|                             | ČSSD                        | 15             | 25            | 133                   | 105 500 000           | 13            | 125                   | 84 003 334            | 13            | 125                   | 73 095 000            | 3             | 37                    | 67 411 667            |
|                             | KDU-ČSL                     | 10             | 14            | 63                    | 50 350 000            | 13            | 61                    | 51 828 334            | 13            | 61                    | 50 545 000            | 11            | 53                    | 49 848 333            |
|                             | TOP 09                      | 7              | 2             | 35                    | 41 100 000            | 3             | 28                    | 29 461 666            | 3             | 28                    | 28 600 000            | 5             | 28                    | 29 095 000            |
|                             | STAN                        | 6              | 5             | 40                    | 18 350 000            | 9             | 42                    | 31 600 000            | 10            | 42                    | 34 675 000            | 17            | 73                    | 38 412 500            |
|                             | Svobodní                    | 0              | 0             | 2                     | 8 422 900             | 0             | 2                     | 500 000               | 0             | 2                     | 500 000               | 1             | 0                     | 641 667               |
| Celkem                      | Celkem                      | 200            | 63            | 667                   | 475 872 900           | 61            | 658                   | 528 700 001           | 61            | 659                   | 527 328 432           | 62            | 654                   | 531 589 584           |

### Úhrada nákladů za volby do Poslanecké sněmovny Parlamentu České republiky 2021
Příspěvek na úhradu volebních nákladů pro politické strany nebo hnutí, které ve volbách do Poslanecké sněmovny v roce 2021 získaly alespoň 1,5 % hlasů a každoroční příspěvek na činnost pro strany a hnutí, které získaly ve volbách do Poslanecké sněmovny alespoň 3 % hlasů (stálý příspěvek + příspěvek na mandát poslance).
| Politická strana, hnutí nebo koalice | Politická strana, hnutí nebo koalice        | Počet hlasů | Počet hlasů | Mandáty PS PČR | Příspěvek [Kč] | Příspěvek [Kč] |
| Politická strana, hnutí nebo koalice | Politická strana, hnutí nebo koalice        | Hlasů       | %           | Mandáty PS PČR | Jednorázově    | Ročně          |
| ------------------------------------ | ------------------------------------------- | ----------- | ----------- | -------------- | -------------- | -------------- |
|                                      | SPOLU (koalice ODS, KDU-ČSL a TOP 09)       | 1 493 905   | 27,79       | 71             | 149 390 500    | 73 900 000     |
|                                      | ANO                                         | 1 458 140   | 27,12       | 72             | 145 814 000    | 74 800 000     |
|                                      | Piráti a Starostové (koalice Piráti a STAN) | 839 776     | 15,62       | 37             | 83 977 600     | 43 300 000     |
|                                      | SPD                                         | 513 910     | 9,56        | 20             | 51 391 000     | 28 000 000     |
|                                      | Přísaha                                     | 251 562     | 4,68        | 0              | 25 156 200     | 9 400 000      |
|                                      | ČSSD                                        | 250 397     | 4,65        | 0              | 25 039 700     | 9 400 000      |
|                                      | KSČM                                        | 193 817     | 3,60        | 0              | 19 381 700     | 7 200 000      |
|                                      | Trikolora Svobodní Soukromníci              | 148 463     | 2,76        | 0              | 14 846 300     | 0              |
| Celkem                               | Celkem                                      | 5 149 970   | 95,78       | 200            | 514 997 000    | 246 000 000    |

### Příspěvky na činnost volebním období 2021–2025
Příspěvek na činnost ve volebním období 2021 až 2025 pro politické strany nebo hnutí, které ve volbách do Poslanecké sněmovny získaly alespoň 1,5 % hlasů.
| Politická strana nebo hnutí | Politická strana nebo hnutí | 2021            | 2021                        | 2021                        | 2021                        | 2021                        | 2021                        | 2021                        | 2021            | 2021               | 2021           |
| Politická strana nebo hnutí | Politická strana nebo hnutí | Stálý příspěvek | Mandáty (počet a příspěvek) | Mandáty (počet a příspěvek) | Mandáty (počet a příspěvek) | Mandáty (počet a příspěvek) | Mandáty (počet a příspěvek) | Mandáty (počet a příspěvek) | Stálý a Mandáty | Politický institut | celkem [Kč]    |
| Politická strana nebo hnutí | Politická strana nebo hnutí | Stálý příspěvek | PS PČR                      | PS PČR                      | Senát                       | Senát                       | kraje + Praha               | kraje + Praha               | Stálý a Mandáty | Politický institut | celkem [Kč]    |
| --------------------------- | --------------------------- | --------------- | --------------------------- | --------------------------- | --------------------------- | --------------------------- | --------------------------- | --------------------------- | --------------- | ------------------ | -------------- |
|                             | ANO                         | 10 000 000,-    | 78 -> 72                    | 69 300 000,-                | 5                           | 4 500 000,-                 | 190                         | 47 500 000,-                | 131 300 000,-   | 13 130 000,-       | 144 430 000,-  |
|                             | ODS                         | 8 888 888,89    | 25 -> 34                    | 24 525 000,-                | 18                          | 16 200 000,-                | 113                         | 28 250 000,-                | 77 863 888,89   | 7 786 388,89       | 85 650 277,78  |
|                             | STAN                        | 7 500 000,-     | 6 -> 33                     | 4 050 000,-                 | 17                          | 11 475 000,-                | 73                          | 13 687 500,-                | 36 712 500,-    |                    | 36 712 500,-   |
|                             | KDU-ČSL                     | 8 888 888,89    | 10 -> 23                    | 11 925 000,-                | 11                          | 9 900 000,-                 | 53                          | 13 250 000,-                | 43 963 888,89   | 4 396 388,89       | 48 360 277,78  |
|                             | SPD                         | 10 000 000,-    | 22 -> 20                    | 19 500 000,-                | 0                           |                             | 35                          | 8 750 000,-                 | 38 250 000,-    |                    | 38 250 000,-   |
|                             | TOP 09                      | 8 888 888,89    | 7 -> 14                     | 7 875 000,-                 | 5                           | 4 500 000,-                 | 28 -> 29                    | 7 139 583,-                 | 28 403 471,89   | 2 840 347,19       | 31 243 819,08  |
|                             | Piráti                      | 7 500 000,-     | 22 -> 4                     | 14 850 000,-                | 2                           | 1 350 000,-                 | 112                         | 21 000 000,-                | 44 700 000,-    |                    | 44 700 000,-   |
|                             | ČSSD                        | 9 900 000,-     | 15 -> 0                     | 11 250 000,-                | 3                           | 2 700 000,-                 | 37 -> 35                    | 8 766 129,-                 | 32 616 129,-    | 3 261 613,-        | 35 877 742,-   |
|                             | KSČM                        | 9 533 333,-     | 15 -> 0                     | 11 250 000,-                | 0                           |                             | 13                          | 3 250 000,-                 | 24 033 333,-    | 2 403 333,-        | 26 436 666,-   |
|                             | Přísaha                     | 2 350 000,-     | 0                           |                             | 0                           |                             | 0                           |                             | 2 350 000,-     |                    | 2 350 000,-    |
|                             | Svobodní                    |                 | 0                           |                             | 1                           | 900 000,-                   | 0                           |                             | 900 000,-       |                    | 900 000,-      |
|                             | Trikolora                   |                 | 0                           |                             | 0                           |                             | 1                           | 250 000,-                   | 250 000,-       |                    | 250 000,-      |
|                             | Ostatní                     |                 | 0                           |                             | 16                          | 14 400 000,-                | 73                          | 18 352 353,-                | 32 752 353,-    |                    | 32 752 353,-   |
| Celkem                      | Celkem                      | 83 449 999,67   | 200                         | 174 525 000,-               | 77                          | 65 925 000,-                | 727                         | 170 195 565,-               | 494 095 564,67  | 33 818 070,97      | 527 013 635,64 |

| Politická strana nebo hnutí | Politická strana nebo hnutí | Mandáty PS PČR | 2022          | 2022                  | 2022                  | 2023          | 2023                  | 2023                  | 2024          | 2024                  | 2024                  |
| Politická strana nebo hnutí | Politická strana nebo hnutí | Mandáty PS PČR | Mandáty Senát | Mandáty kraje + Praha | Příspěvek celkem [Kč] | Mandáty Senát | Mandáty kraje + Praha | Příspěvek celkem [Kč] | Mandáty Senát | Mandáty kraje + Praha | Příspěvek celkem [Kč] |
| --------------------------- | --------------------------- | -------------- | ------------- | --------------------- | --------------------- | ------------- | --------------------- | --------------------- | ------------- | --------------------- | --------------------- |
|                             | ANO                         | 72             | 5             | 192                   | 139 663 334           | 5             | 192                   | 140 030 000           | 12            | 306                   | 152 790 000           |
|                             | ODS                         | 34             | 23            | 109                   | 87 184 167            | 23            | 109                   | 90 071 667            | 18            | 116                   | 81 424 166            |
|                             | STAN                        | 33             | 15            | 74                    | 93 004 114            | 15            | 74                    | 72 609 437            | 15            | 78                    | 66 341 912            |
|                             | KDU-ČSL                     | 23             | 12            | 55                    | 52 332 500            | 12            | 55                    | 53 441 667            | 12            | 51                    | 52 839 111            |
|                             | SPD                         | 20             | 0             | 37                    | 40 039 584            | 0             | 37                    | 40 975 000            | 0             | 34                    | 37 062 500            |
|                             | Piráti                      | 4              | 2             | 112                   | 55 545 421            | 2             | 112                   | 43 000 563            | 1             | 16                    | 36 153 063            |
|                             | TOP 09                      | 14             | 6             | 27                    | 30 561 667            | 6             | 27                    | 30 891 667            | 7             | 23                    | 30 946 667            |
|                             | ČSSD                        | 0              | 1             | 35                    | 22 605 000            | 1             | 35                    | 20 955 000            | 1             | 13                    | 19 442 500            |
|                             | KSČM                        | 0              | 0             | 13                    | 11 495 000            | 0             | 13                    | 11 495 000            | 0             | 32                    | 12 555 833            |
|                             | Přísaha                     | 0              | 0             | 0                     | 9 400 000             | 0             | 0                     | 9 400 000             | 1             | 0                     | 9 700 000             |
|                             | SLK                         | 0              | 2             | 22                    | 7 300 000             | 2             | 22                    | 7 300 000             | 3             | 20                    | 7 475 000             |
|                             | Ostatní                     | 0              | 10            | 63                    |                       | 11            | 63                    |                       | 9             | 54                    |                       |
| Celkem                      | Celkem                      | 200            | 76            | 739                   | 575 007 394           | 77            | 739                   | 545 757 500           | 79            | 743                   | 550 745 554           |